# Synagoga (Doudleby nad Orlicí)
Synagoga z roku 1777 stojí v Doudlebech nad Orlicí v okrese Rychnov nad Kněžnou. 

## Historie a popis
Budova stojí u bývalé Habrmanovy, dnešní Švermovy ulice v centru bývalé židovské čtvrti v jižní části městysu. Byla postavena v roce 1777 v pozdně barokním slohu a v letech 1820–1821 byla přestavěna ve slohu klasicistním. Postupně narůstající počet židovských obyvatel (kolem čtyř set v roce 1852) se začal snižovat, až zde v roce 1930 byly registrovány pouze dvě osoby židovské víry. Po 250leté existenci byla roku 1896 místní židovská obec oficiálně rozpuštěna.
K bohoslužbám se využívala do druhé světové války, její vnitřní zařízení bylo během nacistické okupace zničeno. Synagoga toto období přestála a od roku 1954 je používána jako kostel Církve československé husitské. Tímto zaniklá synagoga je od roku 1958 chráněnou kulturní památkou. Dokument NPÚ z roku 1961 uvádí, že nad původním vchodem se dochoval hebrejský nápis a že se zachovalo i schodiště na galerii. Roku 2010 proběhla oprava fasády.